# Сарана, Сергей Станиславович
Сергей Станиславович Сарана (укр. Сергій Станіславович Сарана; род. 7 декабря 1978, Лозовая, Харьковская область) — украинский футболист и тренер, вратарь.

## Биография
Родился в городе Лозовая Харьковской области. Воспитанник харьковского «Металлиста». Сыграл за команду 2 матча во второй по силе лиге Украины в 1997 и 1998 году. Выступал за дубль команды и за мерефянский Авангард в третьей лиге страны до 2000 года. С 2000 по 2004 год был игроком команды «Арсенал» (Харьков). В 64 матчах второй и третьей лиг Украины пропустил 58 мячей.
В 2004 году дебютировал в чемпионате Казахстана по футболу за команду «Атырау». За клуб в лиге сыграл 18 матчей, и 3 матча в кубке страны. С 2005 по 2010 год был игроком карагандинского «Шахтёра», в чемпионате провёл за неё 13 встреч. В 2011 году провёл последний сезон в профессиональном футболе во второй лиге Казахстана за команду «Акжайык».
С 2013 по 2015 год был тренером вратарей украинской команды «Гелиос», в 2016 году работал в той же должности в «Металлисте». С 2015 по 2017 год выступал также за любительские клубы в чемпионате Харьковской области.